# Command & Conquer (trò chơi điện tử 1995)
Command & Conquer, viết tắt C&C và sau này là Tiberian Dawn , là trò chơi máy tính chiến lược thời gian thực được phát triển bởi Westwood Studios cho MS-DOS và được xuất bản bởi Virgin Interactive. Đây là trò chơi đầu tiên của thương hiệu Command & Conquer, bao gồm một phần trước và năm phần tiếp theo. Ngày 31 tháng 8 năm 2007, Electronic Arts, nhà xuất bản hiện tại và chủ sở hữu thương hiệu C&C thực hiện Command & Conquer (Windows 95/phiên bản Gold) thành phiên bản có sẵn để tải về từ trang web chính thức của họ để đánh dấu kỷ niệm lần thứ 12 của thương hiệu.
Lấy bổi cảnh lịch sử thay thế năm 1995, Command & Conquer kể về câu chuyện của hai phe phái toàn cầu hóa: Global Defense Initiative (Sáng kiến Phòng thủ Toàn cầu), lực lượng gìn giữ hòa bình toàn cầu của Liên Hợp Quốc; và Brotherhood of Nod (Hội Huynh đệ Nod), 1 tổ chức nhà nước tôn giáo bí mật trên toàn cầu. Cả hai đều rơi vào một cuộc đấu tranh sinh tử để kiểm soát một nguồn tài nguyên bí ẩn được biết đến với cái tên "Tiberium" đang từ từ lan rộng và lây nhiễm trên thế giới.
Với sự ca ngợi của người tiêu dùng và các nhà phê bình, Command & Conquer được phát hành cho 7 hệ điều hành khác nhau cùng và trở thành khởi đầu của thương hiệu Command & Conquer và ngày nay thường được coi là tiêu đề đã xác định và phổ biến thể loại chiến lược thời gian thực hiện đại và là một trong các tựa game tinh túy của thể loại .

## Cách chơi
Một trong những trò chơi đặt nền tảng cho thể loại chiến lược thời gian thực , cơ chế chơi của Command & Conquer thường yêu cầu người chơi xây dựng một căn cứ và sau đó thu thập tài nguyên, để tài trợ cho việc sản xuất liên tục các lực lượng khác nhau để tấn công và chinh phục căn cứ của đối phương. Trò chơi có khoảng 50 đơn vị và công trình khác nhau . Hầu như tất cả các loại công trình trong trò chơi cơ cấu như là một cây công nghệ, và các đơn vị, công trình và khả năng đặc biệt mới có sẵn cho người chơi khi các công trình mới được xây dựng. Truy cập vào các đơn vị tiên tiến và khả năng có thể tạm thời bị chặn lại nếu công trình bị phá huỷ hoặc không được cung cấp đầy đủ năng lượng với sự hỗ trợ của nhà máy điện ("power plant").
Tất cả các công trình có sẵn để người chơi xây dựng cần nằm gần công trình "construction yard", có thể là đã được triển khai trên chiến trường khi nhiệm vụ bắt đầu hoặc một xe lưu động cỡ lớn - mobile construction vehicle ("MCV"), có khả năng triển khai chính nó thành construction yard nói trên tại một địa điểm thích hợp theo sự lựa chọn của người chơi. Khi một công trình được xây dựng, khoản tiền của người chơi sẽ từ từ giảm xuống cho đến khi công trình được xây dựng xong. Khi "construction yard" đã hoàn tất việc xây dựng công trình mới, người chơi có thể chọn một chỗ bên cạnh một công trình đã tồn tại trước để đặt nó, nơi công trình sẽ bắt đầu hé mở một cách đặc biệt. Việc phòng thủ căn cứ được cung cấp bởi công trình phòng thủ đặc trưng, cũng như được bọc trong bao cát, hàng rào dây điện và các bức tường bê tông. Sau này trong trò chơi, người chơi có thể xây dựng công trình phòng thủ mạnh như tháp canh với súng máy hoặc tên lửa, tháp pháo hoặc "Obelisk of Light" mang tính biểu tượng của Brotherhood of Nod.
Trong khi hai phe trong trò chơi chủ yếu liên quan đến cây công nghệ cao và các loại hình đơn vị, mỗi phe lại có một chiến lược riêng biệt. Đơn vị của GDI chắc chắn và thường mạnh hơn của Nod, với chi phí cao hơn và chuyển động chậm hơn. Lực lượng của GDI cũng được tiếp cận với sự hỗ trợ của không quân và hải quân. Công trình phòng thủ của họ bao gồm tháp canh và tháp bảo vệ tiên tiến vũ trang với tên lửa có thể tấn công các mục tiêu trên mặt đất và không quân. Ngược lại, các đơn vị của Nod có giá rẻ và nhanh nhẹn nhưng khả năng chống chịu kém hơn. Lực lượng của Nod tránh tham gia giao chiến trực tiếp càng nhiều càng tốt, dựa vào chiến thuật đánh và chạy, hoạt động ngụy trang và chiến tranh du kích để đạt được các lợi thế. Nod cũng có quyền truy cập sự hỗ trợ hạn chế của không quân và hải quân. Công trình phòng thủ của họ bao gồm tháp pháo chống tăng, tháp canh laser Obelisk và bệ phóng tên lửa SAM phòng không.
Tiberium, tài nguyên duy nhất của trò chơi (trừ các thùng tiền) được khai khác bởi đơn vị chuyên ngành "khai khác" ("harvester") mang về cho công trình "nhà máy lọc" ("refinery") và từ đó sẽ chuyển đổi thành các tinh thể có thể sử dụng như tài nguyên, thể hiện dưới các khoản tiền. Tiberium đòi hỏi phải được lưu trữ trong các "nhà máy lọc" và trong trường hợp đầy, công trình "bệ lưu trữ" (storage silo). Quặng Tiberium có thể từ từ tái sinh và sinh sôi nảy nở trên chiến trường nếu không cạn kiệt từ trước và cũng có thể biến đời sống thực vật gần đó thành "Blossom Trees". Blossom Trees phun bào tử Tiberium ra môi trường xung quanh, và một khi một hoặc một số bào tử có mặt trên chiến trường thì nguồn Tiberium sẽ tự tái tạo trên bản đồ vô thời hạn.

### Chơi đơn
Command & Conquer có hai câu chuyện định hướng cho chiến dịch chơi đơn bao gồm tổng cộng 50 nhiệm vụ . Người chơi cần hoàn thành khoảng 15 nhiệm vụ của Nod hoặc GDI để kết thúc một chiến dịch chơi đơn thành công, tuy nhiên nhiệm vụ có thể khác nhau tùy thuộc vào các tuyến đường của cuộc chinh phục người chơi chọn trong suốt chiến dịch, cho phép trò chơi có giá trị chơi lại cao hơn với mỗi lần chơi lại . Phần lớn các cuộc giao ban nhiệm vụ trong chiến dịch chơi đơn được trình bày dưới hình thức một video chuyển động với các diễn viên thật, với cả hai chiến dịch có hơn 60 phút video . Mục tiêu nhiệm vụ của chiến dịch là hủy diệt hoàn toàn quân địch hoặc phá hủy có chọn lọc, hoạt động đặc biệt hoặc phòng thủ. Một số nhiệm vụ của trò chơi là liên quan đến công thức chơi đơn chuẩn của trò chơi chiến lược thời gian thực như hạn chế hoặc không có căn cứ và phần thưởng nhiệm vụ cụ thể để hoàn thành mục tiêu. Một phần thưởng cho phe GDI là sự hiện diện của khả năng không kích sau khi phá hủy tất cả các bệ phòng không SAM trên bản đồ, mặc dù nếu đối thủ máy là GDI sẽ có khả năng này nay từ đầu, ngay cả khi người chơi sở hữu tên lửa phòng không.
Hầu như trong mọi nhiệm vụ trong chiến dịch chơi đơn (ngoại trừ 3 màn đầu tiên của mỗi phe), máy tính có một lợi thế về nguồn tài nguyên lớn hơn người chơi và luôn luôn bắt đầu với căn cứ hoạt động đầy đủ với tất cả các công trình đã được xây dựng, và quân đội sẵn sàng tấn công từ khi bắt đầu một nhiệm vụ. Người chơi tuy nhiên thông thường chỉ bắt đầu với không có gì ngoại trừ một MCV và một số ít quân, và phải xây dựng tất cả mọi thứ từ đầu, do đó làm cho 10 phút đầu tiên của một nhiệm vụ khó khăn nhất. Máy tính này còn có lợi thế về chi phí đào tạo và xây dựng của các đơn vị và công trình. Chi phí của máy tính phải chi ra ít hơn 10 lần so với người chơi để xây dựng hoặc đào tạo bất cứ đơn vị hay công trình, nghĩa là máy tính đã có nguồn tài nguyên gần như không giới hạn. Ví dụ, máy tính có thể bán một doanh trại, và từ số tiền đó có thể xây dựng một doanh trại khác, một Obelisk, và một nhà máy lọc Tiberium. Máy tính cũng có khả năng để xây dựng ở bất cứ đâu trên bản đồ, ngoại trừ gần căn cứ ban đầu của người chơi, trong khi người chơi không thể xây dựng bất kỳ công trình nào trừ khi nó gần các tòa nhà khác của họ. Và tất nhiên máy tính có lợi thế về tốc độ và quản lý vi mô, có thể đưa ra hơn hàng trăm mệnh lệnh trong một giây cho tất cả các đơn vị trên bản đồ cùng một lúc, trong khi người chơi chỉ có thể xử lý một trong những lựa chọn tại một thời điểm. Tất cả điều này và các lợi thế khác của máy tính, đều khiến phần chơi chiến dịch khó khăn hơn và cho nhiều thời gian chơi hơn. Máy tính tuy vậy có một bất lợi, là nó tấn công bằng các nhóm quân nhỏ thay vì có tất cả các lực lượng của nó giống như người chơi.
Có nhiều cách để kết thúc kẻ địch trong những nhiệm vụ chơi đơn. Cách tốn kém nhất là mở một cuộc tấn công dựa vào số lượng lớn, mà thường sẽ dẫn đến mất mát rất lớn cho đơn vị của người chơi và nếu không thành công, máy tính có thể dễ dàng khôi phục đầy đủ với lợi thế về chi phí và tài nguyên, trong khi sẽ rất khó khăn cho người chơi để xây dựng lại một lực lượng khá lớn khác để thay thế. Một phương pháp khác, mà thường là rất hiệu quả, là tránh xa căn cứ của đối phương, trong khi liên tục tấn công và phá hủy đơn vị thu hoạch của đối thủ (trong đó máy tính sẽ liên tục xây dựng với số lượng lớn) cho đến khi nó hoàn toàn mất hết nguồn lực và không thể xây dựng nữa, kết quả là tạo cơ hội cho người chơi loại bỏ các công trình và đơn vị phòng thủ của máy tính từ từ và cẩn thận cho đến khi máy tính cuối cùng đã bị đánh bại. Phương pháp nhanh nhất và thường hiệu quả nhất để giành chiến thắng là để cho một APC (chỉ có sẵn cho phe GDI) với Engineers, và cho chạy qua công trình phòng thủ của đối phương: tốc độ nhanh chóng của APC khiến nó chỉ dễ bị tổn thương bởi obelisks, sau đó cho nó thả quân bên trong căn cứ của đối phương và ngay lập tức chiếm tất cả các tòa nhà trong tầm nhìn (với ưu tiên là chiếm "construction yard" để không cho máy tính không thể xây dựng lại các công trình đã mất), do đó hoàn thành một nhiệm vụ trong một vài phút. Nhưng phương pháp này đòi hỏi rất nhiều lần nạp và tải game cho đến khi nó có tác dụng. 
Có 5 nhiệm vụ "bí mật" trên đĩa CD Command & Conquer và có thể được truy cập bằng cách cung cấp từ funpark như là một dòng lệnh. Trong bản gốc DOS, bản mở rộng The Covert Operation (có cập nhật phiên bản trò chơi là 1,20) là cần thiết để truy cập các nhiệm vụ nói trên. Bản vá DOS 1,22 cũng mở ra các funpark tham số và 'Untamed Land'. Theo các ghi chú phát hành của bản vá 1,02 của Command & Conquer: The First Decade :
| “ | Tạo một phím tắt cho Command & Conquer và thêm vào "funpark-cd." (Không có dấu ngoặc kép) vào cuối của 'Target' sẽ cho phép các nhiệm vụ funpark có thể được truy cập khi người sử dụng chọn "New Game" từ Command & Conquer trong menu game. | ” |

Lưu ý rằng tham số cd-. được thêm vào để kích hoạt inbuilt game là hệ thống No-CD, được sử dụng bởi The First Decade.

### Chơi mạng
Bản gốc MS-DOS phát hành với hệ thống Multiplayer tối đa cho bốn người chơi, vốn rất hiếm vào thời điểm đó , và hỗ trợ chơi trên mạng, null modem và modem . Chơi mạng trên kết nối internet được bổ sung trong bản phát hành Gold Edition/Windows 95 Edition của Command & Conquer, có một số điểm cải tiến so với phiên bản DOS ban đầu .
Là một kết quả của những thay đổi trong thư viện giao thức IPX cho môi trường Windows XP và Windows 2000, tuy nhiên, mạng lưới chơi qua phương pháp này lại không có sẵn, trừ các trận đấu được chơi song song hoặc liên kết nối tiếp. Westwood Studios phát hành một bản vá lỗi làm vô hiệu hóa chức năng LAN của trò chơi để ngăn chặn các giao thức bị hỏng hóc từ crashing trò chơi khi khởi động. Vấn đề này sau đó được giải quyết khi một phiên bản khác của bản vá được phát hành bởi một thành viên cộng đồng . Bản vá đã chuyển mạng lưới giao thông của trò chơi sang giao ước UDP.
Mặc dù thực tế là sự kết hợp của cộng đồng kiểm soát máy chủ XWIS và bản vá mạng không chính thức cho phép chơi trực tuyến, phương pháp này bắt đầu một trò chơi thông qua một ứng dụng bên ngoài vẫn còn tẻ nhạt, và hệ thống chỉ hỗ trợ 2 người chơi. Nhiều nỗ lực đã được thực hiện để tăng cường và tạo điều kiện cho nhiều người chơi game. Trong năm 2009, một thành viên vô danh của một trang web cộng đồng tự xưng là "CnCNetServer" phát hành CnCNet  áp dụng cho mục đích này. Nó hoạt động với một máy chủ gửi gói tin của trò chơi đến tất cả các người chơi khác đang đăng nhập, nhưng chặn và thay thế các gói tin để các trò chơi sử dụng địa chỉ IP trong danh sách người chơi LAN của nó. Trò chơi sau đó chạy một trò chơi qua LAN bình thường, sự khác biệt chỉ được rằng các đối thủ đang online.

## Cốt truyện

### Thiết lập
Command & Conquer được đặt trong nửa cuối những năm 1990 sau khi một thiên thạch va chạm vùng đất gần sông Tevere ở Ý . Vụ va chạm mang đến một chất lạ với thế giới gọi là Tiberium, vốn trở nên có giá trị chưa từng có do khả năng độc đáo của nó là làm rỉ kim loại quý từ lòng đất xung quanh và kết tinh chúng . Tuy nhiên, quy trình này cũng gây thải các loại khí thải cực kì độc hại .
Một tổ chức tôn giáo và xã hội bí mật, được gọi là Brotherhood of Nod, bằng cách nào đó đã dự đoán tiềm năng của chất này, và đã cho đầu tư phát triển công nghệ để thu hoạch các tinh thể Tiberium trước khi các nhà khoa học thành lập cộng đồng nghiên cứu . Họ sớm kiểm soát gần như một nửa nguồn cung cấp của Tiberium được biết đến là đã trở thành hàng hóa có giá trị nhất trên các thị trường thương mại toàn cầu , và sử dụng các tài sản đó này để duy trì một đội quân đang phát triển nhanh chóng của các tín đồ trên toàn thế giới dưới sự lãnh đạo của một người có sức lôi cuốn tự xưng là đấng cứu thế, người chỉ được biết đến như là Kane .
Sau một loạt các vụ đánh bom quốc tế liên tiếp mà trong đó có sự hủy diệt của một Trung tâm Thương mại hư cấu tại Viên, một làn sóng hoảng loạn và sợ hãi của quần chúng bắt đầu xuất hiện trên toàn cầu . Những hành vi đó là cuối cùng được quy cho Brotherhood of Nod và lãnh đạo của họ, Kane . Hội đồng Bảo an Liên Hợp Quốc nhận ra Nod đang bắt đầu hé mở về một kế hoạch kéo dài hàng thế kỉ để thống trị thế giới, và ra lệnh trừng phạt thông qua một tổ chức dựa trên khối G7, lực lượng đặc nhiệm Global Defense Initiative , vô tình thiết lập một cuộc xung đột sẽ leo thang thành chiến tranh thế giới .

### Câu truyện
Command & Conquer có 2 cốt truyện dựa trên hai phe chơi được của trò chơi, để làm thành một câu chuyện bao quát. Chỉ huy quân Global Defense Initiative, người chơi sẽ trở thành công cụ trong việc tiêu diệt lực lượng Nod ở châu Âu. Dưới sự chỉ huy của tướng Mark Jamison Sheppard, người chơi hoàn thành một loạt các nhiệm vụ khác nhau, từ việc bảo vệ an ninh một bãi biển để cứu dân thường và các nhà khoa học để bảo vệ căn cứ GDI từ các cuộc tấn công của Nod. Người chơi sẽ được đưa đến chiến trường ở các nước khác nhau của châu Âu như Đức, Ba Lan, Áo, Cộng hòa Séc, và nhiều hơn nữa. Một yếu tố chính trong chiến dịch là một vụ bê bối quốc tế gây ra bởi Nod bằng cách thao túng phương tiện truyền thông làm cho thế giới tin rằng GDI cố ý tấn công và phá hủy một ngôi làng dân sự, giết chết trẻ em trong quá trình. Điều này dẫn đến việc cắt giảm tài trợ của GDI, buộc người chơi phải chơi một số nhiệm vụ với lực lượng hạn chế. Cuối cùng, người chơi công phá Temple of Nod ở Sarajevo, Bosnia, được Kane sử dụng như là căn cứ chính .
Là một thành viên mới tuyển dụng của Brotherhood of Nod, người chơi bước đầu thực hiện nhiệm vụ cho chỉ huy thứ hai của Brotherhood, một người đàn ông được gọi là Seth . Khi Seth nỗ lực để triển khai người chơi trong một hoạt động chống lại quân đội Hoa Kỳ mà không có Kane phê duyệt, Kane giết chết ông và ra lệnh trực tiếp cho người chơi . Người chơi được giao nhiệm vụ quét sạch lực lượng GDI ra khỏi châu Phi thông qua việc sử dụng chiến tranh thông thường và chiến tranh đặc biệt. Để cung cấp cho Nod một lợi thế quyết định trong cuộc chiến, người chơi cuối cùng được giao nhiệm vụ giành quyền kiểm soát Ion Canon của GDI, và thiết lập của Temple of Nod ở Nam Phi . Chiến dịch kết thúc với việc toàn bộ châu Phi nằm dưới ảnh hưởng của Nod và Brotherhood sẵn sàng đạt được điều tương tự với châu Âu. Kết thúc của chiến dịch cho phép người chơi chọn một công trình lịch sử để tiêu diệt với Ion Canon của GDI bị Nod giành quyền kiểm soát nhằm phá vỡ hình ảnh công chúng của GDI . Mục tiêu có thể chọn bao gồm Nhà Trắng, Tòa nhà Nghị viện Anh, tháp Eiffel và cổng Brandenburg.

## Phát triển
Việc tạo ra Command & Conquer được đặc trưng bởi sự phát triển của nó như là một đỉnh cao của công việc tại Westwood Studios trong nhiều năm, với sự phát triển về nó đã bắt đầu một cách nghiêm túc vào đầu năm 1993 . Theo cựu điều hành sản xuất và đồng sáng lập Westwood là Brett W. Sperry: "Command & Conquer was the net result of the Dune II wish list". Với Dune II trở thành kế hoạch chi tiết cho thể loại chiến lược thời gian thực, nó cũng đặt nền móng cho chính C&C . Cũng theo Sperry: "With Dune II, a commercial and critical success, it was time to build the ultimate RTS without the "leg up" from a license like Dune, and thus Command & Conquer was born. I was fanatical about calling the game " Command & Conquer" -exactly like that- because to me, it perfectly expressed what you did in the game." 
Khái niệm ban đầu của Command & Conquer được tạo ra bởi Brett Sperry, Eydie Laramore và Joseph Bostic . Không giống như người tiền nhiệm của nó là Dune II, Command & Conquer ban đầu được dự định là một game fantasy có các phù thủy và chiến binh . Tuy nhiên, do hiện trạng chính trị của thập niên 1990 và sự kiện Chiến tranh vùng Vịnh nói riêng, nhà phát triển cảm thấy rằng một môi trường chiến tranh hiện đại sẽ dễ tiếp cận hơn . Theo đồng sáng lập Westwood là Louis Castle: "Chiến tranh đã được đưa lên các tin tức và sự đe dọa của khủng bố đã nằm trong tâm trí của mọi người. Điều đó chắc chắn đã có một ảnh hưởng với thế giới hư cấu của C & C, mặc dù một vũ trụ song song được tạo ra để tránh đối phó với các vấn đề nghiêm túc của một cuộc chiến thực sự " . "Chúng tôi muốn làm cho nó là một cuộc chiến tranh hiện đại cho một thế giới đương đại, với nền chính trị đương đại. Vào lúc đó, Brett [Sperry] đã nói rằng dường như ông cho rằng các cuộc chiến tranh tiếp theo sẽ không phải là cuộc chiến đấu giữa quốc gia này với quốc gia khác, nhưng là cuộc chiến đấu giữa xã hội phương Tây và một loại tổ chức khủng bố vô chính phủ mà không có một chính phủ tập trung. Nó có vẻ như là một lời tiên tri . Trong một cuộc phỏng vấn, diễn viên đóng vai Kane là Joseph D. Kucan đề cập rằng phe Brotherhood of Nod là một sáng chế của Eydie Laramore nói riêng, với cả hai đều thảo luận rộng rãi về sự ẩn dụ trong kinh thánh và câu chuyện quá khứ .
Chất Tiberium đã được giới thiệu để thay thế cho gia vị trong Dune II như là tài nguyên khai thác để xây dựng và mở rộng, với Louis Castle nêu rõ: "Nó giải quyết một trong những vấn đề cơ bản chúng tôi có với việc làm một game RTS, là chúng tôi muốn có một nguồn tài nguyên trung tâm mà tất cả mọi người chiến đấu vì nó. Dune có gia vị, trong đó thực hiện hoàn hảo và nó cũng được sử dụng khi chúng tôi đến với ý tưởng của Tiberium. Nó trở thành cột mốc của vũ trụ C&C bởi vì mọi người đã tranh cãi về một nguồn tài nguyên giới hạn mà đại diện cho sự giàu có và quyền lực."  Khái niệm ban đầu của Tiberium được lấy cảm hứng từ bộ phim hạng B năm 1957 "The Monolith Monsters" .
Âm nhạc của Command & Conquer được sáng tác và sản xuất bởi cựu giám đốc âm thanh Westwood Studios và nhà soạn nhạc âm nhạc video game Frank Klepacki. Các đoạn nhạc gốc có thể được nghe trên trang web của ông , cùng với các đoạn nhạc nhỏ khác nhau được cắt từ trò chơi, hầu hết là có mặt trên các đĩa của các phiên bản hệ điều hành DOS và bản mở rộng.
Trò chơi phù hợp với nội dung trên một đĩa CD-ROM. Tuy nhiên, mỗi hộp của Command & Conquer có hai bản sao đĩa CD của trò chơi, làm cho game nhiều người chơi có thể chơi chỉ với một lần mua duy nhất (mặc dù mỗi đĩa đặc trưng cho 2 chiến dịch chơi đơn khác nhau). Westwood Studios quảng cáo trên bao bì với khẩu hiệu "Một bản sao thứ hai, vì vậy bạn và bạn của bạn có thể tiêu diệt lẫn nhau". Kết quả là Command & Conquer trở thành tiêu đề game RTS đầu tiên có tính năng chơi trực tuyến cạnh tranh , và điều này được coi là yếu tố trong sự thành công của Command & Conquer .

### Phát hành
Kể từ thành công ban đầu của Command & Conquer vào năm 1995, các phiên bản của trò chơi đã được phát hành cho nhiều hệ điều hành theo thời gian.
Command & Conquer: Gold (còn gọi là Command & Conquer: Windows 95 Edition) là một tái phát hành của trò chơi gốc cho Windows 95 và ở trên. Nó có giao diện tương tự như bản phần trước của nó, Command & Conquer: Red Alert nhưng engine cốt lõi hoàn toàn không bị ảnh hưởng. Engine chạy trò chơi ở độ phân giải là 640×400, gấp hai lần độ phân giải 320× 200 MCGA của bản gốc. Độ phân giải 640×480 cũng có sẵn, nhưng cần lưu ý rằng ở chế độ này đồ họa là trung tâm chứ không phải là quy mô, thay đổi tỉ lệ của trò chơi. The Covert Operations cũng có thể được cài đặt với C&C Gold. Phiên bản Macintosh của trò chơi cũng chia sẻ hầu hết các yếu tố với phiên bản Windows 95/Gold, làm cho màn hình của nó có độ phân giải 640 × 480 và giao diện đồ họa tốt hơn so với giao diện điều khiển của các hệ máy console khác. Phiên bản PC của "The Covert Operations" có thể được cài đặt trên Mac, bằng cách sao chép hai tập tin từ đĩa The Covert Operations bắt đầu với chữ "sc" tới thư mục C&C, và sau đó tăng bộ nhớ game . Phương pháp sao chép bằng tay các tập tin "sc" cũng hoạt động trên phiên bản Windows 95.
Trò chơi trên hệ Sega Saturn xuất hiện chính xác như bản gốc MS-DOS. Phiên bản này có thể chơi với cả tiếng Anh, tiếng Đức, tiếng Pháp hoặc tiếng Nhậtvới giọng nói trong game bằng cách thay đổi hệ thống ngôn ngữ của các thiết lập cho phù hợp, mặc dù FMVs vẫn còn sử dụng ngôn ngữ khi mới phát hành (tiếng Anh là lan truyền rộng rãi nhất, vì những phiên bản khác được độc quyền phân phối ở các quốc gia tương ứng). Phiên bản PlayStation cũng gần giống với phiên bản Sega Saturn, nhưng nó có năm nhiệm vụ độc quyền cho hệ máy này. Trò chơi không tương thích với cáp liên kết của PlayStation, khiến trừ chế độ chơi mạng không hoạt động. The Covert Operations cũng nằm trong số đó. Phiên bản này cũng đã được phát hành trên mạng Playstation Network ở châu Âu . Cả hai phiên bản có âm nhạc âm thanh nổi, trái ngược với âm nhạc mono của phiên bản PC, với phiên bản Sega Saturn sử dụng đĩa CD âm thanh thực tế.

Ảnh chụp màn hình phiên bản N64 version của trò chơi.

Phiên bản Nintendo 64 cập nhật đồ họa có yếu tố 3D, mặc dù kết cấu địa hình vẫn như nhau. Trò chơi được cung cấp một tùy chọn độ phân giải cao 640x480 và một dạng MIDI của phiên bản soundtrack trên PC. Các video đã được gỡ bỏ do hạn chế lưu trữ, và thay thế bằng một trong hai hình ảnh tĩnh kèm theo âm thanh, hoặc với phim cắt cảnh chuyển đổi thành ảnh thời gian thực 3D . Lần phát hành này không bao gồm The Covert Operations, nhưng đã có bốn nhiệm vụ mới được gọi là Special Ops .

#### Phát hành là phần mềm miễn phí
Để đánh dấu kỷ niệm lần thứ 12 của Command and Conquer, EA phát hành Command & Conquer cho Windows như là phần mềm miễn phí. Trò chơi có thể được tải với dung lượng 2 x 500 MB.

### Bản mở rộng
The Covert Operations
Một bản mở rộng mang tên The Covert Operations được phát hành bởi Westwood Studios vào năm 1996. Nó bao gồm mười lăm nhiệm vụ mới "-rất- khó khăn " cho chế độ chơi đơn, mười bản đồ mới cho chơi mạng và bảy CD âm nhạc mới chất lượng cao (cũng như phiên bản chất lượng thấp hơn trong game) . Không giống như trò chơi gốc, các nhiệm vụ mở rộng có thể được chơi bất cứ lúc nào và ở bất cứ thứ tự nào, và, với ngoại lệ của nhiệm vụ thưởng khủng long, không kèm theo đoạn phim cắt cảnh. Tập tin của bản mở rộng có chứa các bài nhạc không sử dụng được hiện diện trong phiên bản DOS của Command & Conquer, nhưng không phải trong phiên bản Windows 95 (Gold).
Cài đặt bản mở rộng trên các phiên bản DOS cũ hơn của trò chơi đã lên đến bản vá lỗi mới nhất là phiên bản 1,20. Trên hệ thống Windows, một hệ thống giả lập DOS là cần thiết để bắt đầu chương trình cài đặt. Tuy nhiên, để cài đặt bản mở rộng trên phiên bản Windows 95 (Gold) của trò chơi, thì chỉ cần sao chép hai tập tin cụ thể từ đĩa CD vào thư mục game .
Special Operations
Các phiên bản Nintendo 64 và PlayStation từng có một bộ các nhiệm vụ bổ sung thêm được gọi là Special Operations. Đây là những nhiệm vụ độc quyền, và đã không có sẵn cho các phiên bản PC cho đến khi được tách ra bởi người hâm mộ. Tất cả những nhiệm vụ cũng bao gồm trong patch 1.06b không chính thức cho C&C 95, thêm 10 nhiệm vụ chính thức bổ sung cho danh sách các nhiệm vụ của Covert Operations .
Sole Survivor
Command & Conquer: Sole Survivor là một bản phụ của Command & Conquer. Nó có một phong cách Deathmatch trong đó mỗi người chơi điều khiển một đơn vị của C&C gốc và đi xung quanh thu các thùng hàng để tăng hỏa lực, áo giáp, tốc độ, tầm bắn và giảm tốc độ nạp đạn của đơn vị. Sole Survivor thường được so sánh với một game bắn súng góc nhìn thứ nhất đầu tiên, tuy người chơi có thể quan sát cả đấu trường. Đặc trưng của nó là không có chế độ chơi đơn và không có gợi ý về cốt truyện, và trò chơi đã không được phát hành trong gói biên dịch Command & Conquer: The First Decade phát hành trong năm 2006.

## Đánh giá và di sản
Command & Conquer khi phát hành nhận được sự ca ngợi phổ quát trong năm 1995, và sự thành công của trò chơi trong thời gian giữa thập niên 1990 thường được ghi nhận là định nghĩa cho dòng game chiến lược thời gian thực hiện đại, cũng như có đóng một vai trò quan trọng trong việc phổ biến thể loại RTS với khán giả .
Năm 1996, Computer Gaming World xếp Command & Conquer thứ 48 trong số các game hay nhất mọi thời đại nêu rõ "Mặc dù không hoàn chỉnh như thiết kế của Warcraft II, đây vẫn được coi là thiết lập một tiêu chuẩn mới cho chơi mạng kết hợp với câu chuyện được kể qua các đoạn phim hàng đầu" " Năm 2002, Computer and Video Games coi nó là một trong số các "trò chơi thay đổi thế giới" .
Năm 1997, Command & Conquer Gold được đề cử tại Học viện Nghệ thuật và Khoa Học giải Interactive Achievement Awards trong thể loại "Trò chơi Chiến lược Máy tính của Năm".

### Phần tiếp theo
Kết quả là thương hiệu C&C được mô tả là "gần như đồng nghĩa với chơi game RTS" và "huyền thoại" bởi các nhà nhận xét chuyên nghiệp , và tiếp tục cho đến ngày nay với một loạt 12 trò chơi, bán được 21 triệu bản trên toàn thế giới trước khi Command & Conquer: Generals phát hành vào năm 2003 . Command & Conquer sau đó được phát hành như là một phần mềm miễn phí tải về bởi Electronic Arts .
Một trong những tính năng đặc trưng của thương hiệu vẫn còn sử dụng là video chuyển động, xuất hiện giữa các nhiệm vụ và phục vụ cho diễn dãi cốt truyện cũng như cung cấp cho người chơi mục tiêu của họ trong màn chơi tiếp theo thông qua các cuộc họp giao ban nhiệm vụ, minh họa tài năng của Joseph D. Kucan và Tanya Brassie, khiến cả hai sẽ được đặc trưng trong các tựa game phần tiếp theo .

### Mở thực thi mã nguồn
Command & Conquer thu hút các nỗ lực tạo lại engine game. FreeCNC là một bản sao Nguồn mở viết bằng C++ và Lua bằng cách sử dụng các thư viện SDL không được phát triển nữa . Một reimplementation hiện đại của engine trong C# và YAML bằng cách sử dụng Tao Framework tên OpenRA minh họa trong một mod của Tiberian Dawn sử dụng đồ họa gốc của trò chơi, nhưng được cân bằng lại và tối ưu hóa cho phù hợp với chơi mạng. Giao diện của nó cũng được cập nhật tính năng giao diện theo phong cách Tiberium Wars, dòng chuyển động của đơn vị như trong Tiberian Sun và đồ họa độ phân giải cao  Một nỗ lực tái tạo trò chơi gốc bằng HTML5 và Javascript có nghĩa là nó chạy trong các trình duyệt web hiện đại mà không cần cài đặt bất kì thứ gì 
.